# SNCASO SO-1120 Ariel III
Lo SNCASO SO-1120 Ariel III fu un elicottero leggero monoturbina triposto realizzato dall'azienda francese Société nationale des constructions aéronautiques du sud-ouest (SNACSO) nei primi anni cinquanta e rimasto allo stadio di prototipo.
Ultimo sviluppo della serie degli Ariel, il SO-1100 Ariel ed il successivo SO-1110 Ariel II, era anch'esso caratterizzato dall'adozione di un rotore tripala messo in movimento sfruttando la tecnologia "tip jet", che invece di trasmettere la potenza del motore al rotore principale tramite alberi di trasmissione e gruppi di riduzione, utilizza la reazione all'aria compressa emessa da ugelli posti alla fine di ogni pala. La differenza principale con i suoi predecessori fu l'adozione, come unità abbinata al compressore, di una turbina a gas in luogo dei precedenti motori a combustione interna.
Il progetto, pur avendo finalità sperimentali, servì come base per lo sviluppo del primo elicottero avviato alla produzione in serie, il SNCASO SO-1221 Djinn prodotto dalla Aérospatiale.

### Galleria d'immagini
- (EN) Ron Dupas, Johan Visschedijk, NICO BRAAS COLLECTION - No. 4340. SNCASO S.O.1120 Ariel III (F-WFUY), su 1000aircraftphotos.com, http://1000aircraftphotos.com/index.html, 3 luglio 2005. URL consultato il 28 marzo 2011.